# Destinatär
Der Begriff Destinatär (auch Begünstigter) stammt aus dem Stiftungsrecht. Hiermit werden die Personen oder Institutionen bezeichnet, die durch den Stiftungszweck (potenziell) begünstigt werden. Das bedeutet für jene die Empfangsmöglichkeit von Stiftungsmitteln. 
Der Begriff leitet sich von dem französischen Wort destinataire ab, dieses sich wiederum von frz. destiner (bestimmen) bzw. von lat. destinare (bestimmen, festsetzen, übermitteln, zuteilwerden lassen, geben).